# Євсуг (село)
Євсу́г — село в Україні, у  Біловодській селищній громаді Старобільського району Луганської області. Розташовано на північному заході району, за 23 км від районного центру, за 35 км від залізничної станції Старобільськ на залізниці Валуйки — Кондрашівська. Через село проходить національна дорога Н-26.
Населення становить 1740 осіб (2001).

## Географія
Село розкинулося більш як на 15 км по обох берегах одноіменної річки Євсуг (від крим.ev — дім; домашня та suv — річка, вода), притоці Сіверського Дінця. За списками населених місць станом на 1864-й рік, Євсуг — козацька слобода при річках Євсуг і Ковсуг (ліва притока р. Євсуг, від крим. qoy — вівця), до повітового міста Старобільська — 30 верст, до станової квартири (козацька слобода Біловодськ) — 20 верст.
Обидві назви пов'язані з переселенням кримських греків до Північного Приазов'я. Спільний тюркський гідрографічний термін -суг («річка, джерело з проточною водою») гідронімів має дві різні початкової частини: «дім, домашній» та «вівця, овечий». Вочевидь, кримчаки мали на увазі, що більш чиста вода Євсуга придатна для домашнього використання, у той час як Ковсуг — це річка для водопою домашніх тварин. Остання впадає у річку Євсуг на південно-західній околиці села Балка Очеретовата.

## Адміністративний розподіл
Слобідський черкаський полк, на території якого спочатку знаходився Євсуг — Острогозький (Рибенський). Найсхідніший полк (велика частина території якого знаходиться сьогодні в складі РФ) був адміністративно-територіальної і військової одиницею Слобідської України в 1652—1765 рр. Полковий центр — місто Острогозьк (інша назва — Рибне, нині на території Воронезької області).
У 1722 року Острогозьк з повітом було передано до Бєлгородської провінції Київської губернії, а з 1727 року — Бєлгородської губернії.
За 50 років, в 1779-80 рр. Острогозький повіт був офіційно оформлений в складі Воронізького намісництва. Євсуг при цьому увійшов до складу Біловодського повіту цього намісництва (з 1796 року — Воронезької губернії).
У 1765 році слобода Євсуг була приписана до Деркульського кінного заводу, а селяни стали кіннозаводськими, які в порівнянні з іншими категоріями державних селян мали більш привілейоване становище.
Наприкінці XVIII століття Євсуг був досить значним, як на той час, населеним пунктом. З виникненням Новоолександрівського кінного заводу у 1810 році селяни Євсуга були приписані до нього, де виконували ті ж самі роботи і платили оброк.
Згідно метрик 1795 року, прилегле до Євсугу село Смолянинове Бахмутського повіту Катеринославського намісництва належало поміщиці надвірної радниці Мотрони Іванівни Суханової. До того ж села відноситься і хутір Гаврилівка, що належав, згідно РС 1816 року, поміщику Гаврилі Суханову.
У 1797 році Острогозький повіт був переданий до складу відновленої Слобідсько-Української губернії, слобода Євсуг увійшла до складу новоствореного Старобільського повіту цієї губернії (перейменованої пізніше в Харківську). До речі, Старобільський повіт був в Харківській губернії найбільшим за площею: вона становила 10 846,2 квадратних верст або 12 350 км². На півдні розташовувалася Катеринославська губернія, на сході — область Війська Донського, на півночі — вищезгадана Воронезька губернія.
У 1802 році Острогозький повіт був повернутий до Воронезької губернії, а ось Старобільський повіт так і залишився на південному сході Харківської губернії, проіснувавши в її складі до 1920 року, коли Ізюмський і Старобільський повіти Харківської губернії відійшли до створеної тоді ж Донецької губернії.
7 березня 1923 р. була введена нова система адміністративного поділу, повіти і губернії були скасовані. Після розформування Старобільського повіту слобода Євсуг увійшла до складу новоствореного Біловодського району Луганської області.

## Історія села
Село Євсуг було засноване наприкінці XVII — на початку XVIII століття. Першими його поселенцями були головним чином козаки Острогозького полку і вихідці з Чернігівської та Полтавської губерній і Центральної Росії, які тікали від гніту поміщиків на вільні землі. Жителі Євсуга називали себе «новодонцями».

### Передумови для виникнення слободи Євсуг
Наприкінці XVI сторіччя між Дніпром і Доном лежав великий простір, що звався Диким полем. Тут безроздільно господарювали кримські татари. У 1600 році воєвода Богдан Бєльський за дорученням московського царя Бориса Годунова будує на Сіверському Донці сторожові містечка Цареборисів та Бєльськ (нині — місто Старобільськ). Донські козаки зі сходу, запорізькі козаки із заходу, а Московська держава з півночі починають активно тіснити кримчан та згодом в тривалій боротьбі виганяють їх з простору між Доном і Сіверським Дінцем. Уздовж річок Айдар, Червоної, Борової, Деркулу та Євсугу козаки засновують станиці і сторожові містечка. Так з'явилися станиці Стара Айдарська, Новоайдарська, Трьохізбенська, Краснянська, містечко Сухарів.
Після того, як Бєльський в 1602 р. покинув сторожове містечко на Айдарі, воно втратило своє значення, і життя в ньому ледь жевріла. Тільки в другій половині XVII століття в ньому знову почали селитися втікачі з Правобережної України, а також південних і центральних областей Росії. Особливий наплив їх був у 1686 році. У той час з'являються слободи Закотнянская, Осинова, Біловодська, Євсузька, Закаменська.

### Перші поселенці: козаки та черкаси
Переселенці з колишніх втікачів-кріпаків (або «вільних черкас», як їх називали в російських джерелах), що з часом перетворилися на корінних жителів півдня, спочатку осідали хуторами неподалік від козацьких містечок і станиць (хутори Данилов, Третьяков, Гнидин, Шулікін, Литвинов, Макаров і т. д.). Освоєння південного цілинного степу відбувалося в складних історичних умовах: черкасам доводилося будувати житло і обробляти землю, ведучи одночасно збройну боротьбу за своє існування з зовнішніми ворогами — ногайцами, кримськими татарами, калмиками. Нерідко також між черкасами і «московськими людьми» виникали конфлікти при розподілі території і сфер впливу, які іноді переростали і у збройні зіткнення.
Таким чином, на невеликому обмеженому просторі басейну Сіверського Дінця та його приток Деркула, Айдара, Євсугу, Обітоку та ін. розвивалося економічне співробітництво, взаємопроникнення і взаємозбагачення культур. Наїздами цю територію використовували і донські козаки. Вони ставили пасіки, косили сіно, ловили рибу, а на Бахмуті варили сіль і добували селітру, з якої виробляли порох.
Жителі Цареборисова, Бєльська, Маяцького, Соляного та Ізюму були приписані до Воронезької губернії. Вони теж дісталися до Бахмута і стали добувати сіль і селітру, але не наїздами, як донські козаки. Останні приходили сюди на десять найтепліших тижнів, протягом яких, наприклад, тільки в 1704 році здобули в Бахмуті майже півтора мільйона пудів солі. Донці мали 170 сковорід, значна більшість з яких належало трьохізбенському отаману Кондрату Булавіну, який вважався також і отаманом Бахмутським. Боротьба між донськими козаками і ізюмцямі за солеварні приводила до сутичок, і конфлікти розглядалися на урядовому рівні в Москві.
Також Царський уряд вживав низку заходів, щоб зупинити надалі масову втечу селян-кріпаків на південь. Щоб полегшити чиновникам і каральним експедиціям пошуки вільників в козацькій гущі і повернення кріпаків-втікачів до своїх поміщиків, центральна влада Росії вводить поділ козаків на старожилів, які оселилися тут до 1703 року і новачків, які прибули на вільні землі після 1703 року. Російський уряд намагається контролювати козаків, щоб по річках самовільно більше не будувалися нові поселення. З метою перевірки, як виконуються козацькою старшиною директиви центральної влади, сюди час від часу надсилаються ревізори. Але цього виявляється недостатньо, і незабаром уряд змушений був направляти сюди каральні загони для упіймання в містах селян-кріпаків селян і повертати їх на свої колишні оселі.

### Каральна експедиція князя Долгорукова
Влітку 1707 року за указом російського царя організовується спеціальна експедиція на чолі з полковником Юрієм Долгоруковим. Петро I особисто пише наказ йому наказ: «І того ради вказували ми нині для розшуку оних втікачів їхати з Азова на Дон Вам без уповільнення. Яких втікачів належить Вам в усіх козацьких містечках переписати, за провідниками і їхніми дружинами з дітьми вислати по колишньому в ті ж міста і місця, звідки хто прийшов…»
Каральний загін у складі понад тисячу осіб з регулярної армії по Дону піднявся вгору, а потім пішов по березі Сіверського Дінця і в середині вересня 1707 прибув в містечко Мітякін. Побувавши згодом в селищі Герасимова Лука (нині Герасимівка), офіцери і солдати княза Долгорукова піднявшись ще на кілька верст вгору по березі Деркул — в Обливенське містечко. Тут від населення вони дізналися, що в ньому 16 старих жителів і близько 200 новопоселівшіхся. Всі вони були допитані і переписані. Але тут вже не обійшлося і без інциденту. В Обливах полковник Долгоруков наказав побити батогами принародно трьох осіб за те, що вони зарахували себе до козаків-старожилів. Напевно, це була перша іскра майбутньої великого пожежі.
«Потім був полковник у Біловодській і Євсюжській станицях, і в тих станицях козаків старих не з'явилася, а з'явилися вони новоприйшлі козаки, і він їх допитав, хто звідки прийшов, велів бути до указу в тих же станицях …»
На початку жовтня 1707 р. військовий загін з Євсугу прибув на річку Айдар. Офіцери каральної експедиції застосовували до спійманих втікачив жорстокі тортури, били і катували чоловіків, жінок, дітей. Після облави у восьми козацьких містечках і станицях на річці Айдар тут були схоплені, побиті і видані власникам-поміщикам більше трьох тисяч втікачів.
Народна кара за вчинені лиходійства у козацьких містечках і станицях на Деркулі, Євсузі і Айдарі чекала і полковника Юрія Долгорукова. Втікачі російські та українські селяни, солдати, які покинули службу, козаки на чолі з Трьохізбенським отаманом Кондратієм Булавіним зібралися в Ново-Айдарі і, коли каральний загін розташувався на відпочинок в фортеці Шульгиной (нині Шульгинка) в ніч на 9 жовтня 1707 р. напали на нього. Загін карателів (близько 1000 осіб) був розгромлений, а полковник Чуригін і всі офіцери були убиті. Так почалося Булавинське повстання, яке швидко поширилося містечками верхньої течії Дону.

### Придушення повстання Кондрата Булавіна
9 травня Булавін був обраний військовим отаманом на козацькому Колі та почав готуватися до походу на Москву. Ранньою весною 1708 р. Булавін зосередив біля річки Міус усі свої загони; 9 квітня 1708 року в бою на річці Лісковатці, нижче Паншино, він розбив відрядженого проти нього царським урядом військо донського отамана Л. Максимова, захопив гармати, рядові козаки перейшли на бік повсталих. Співчуття булавінцям виражало населення майже усіх південних російських повітів. Повстанське військо на чолі з отаманами С. Драним, Н. Голим і С. Беспалим одержали 8 червня перемогу на річці Уразовій над Сумським полком. 30 червня козаки завдали нової поразки слобідським полкам і обложили місто Тор.
7 (18) липня 1708 року вірні царю козаки під проводом обраного ними старшини, Іллі Зерщикова, напали на отаманський будинок Булавіна та знищили отамана з 11 відданими йому черкасами. Булавінське повстання було жорстоко придушене: дуже багато донських станиць по Айдару за наказом були спалені, а населення знищено.
Розгніваний повстанням булавінців по Айдару, Деркулу та Сіверському Донцю, Петро I 22 серпня 1708 року наказав відібрати у Донського війська землі по Айдару від гирла до верхів'я. Цар приписує командуванню нової каральної експедиції — тепер вже на чолі з Василем Долгоруковим, братом загиблого князя — приймати нещадні заходи проти недавніх вільників-козаків і переселенців:
«Чини негайно з Божою поміччю промисел над тими…, які з них спіймані; тих вели перевішати по містах українським…
Містечка згідно цього розпису, що лежать по Дону та іншим річкам, знищи і над людьми чини за указом…
Слід спустошити по Дону з півночі по Лугань все… По Айдару все… По Деркулу все…»
Карателі беззастережно і сумлінно виконали наказ російського царя. Всі без винятку козацькі містечка і станиці по Айдару-Євсуг-Деркулу були віддані вогню і мечу, втікачі, що вцілили, були повернуті власникам. До зими 1708 р. ніяких ознак недавньої життя вільників-козаків і селян-переселенців тут не залишилося — по берегах річок чорніли тільки згарища і руїни на місці колишнього житла. Дон втратив незалежність.

### Відродження Євсугу царським урядом у 1730-ті рр.
Після придушення Булавінського повстання на Дону і знищення всіх поселень по річках Деркул—Айдар—Євсуг ці багаті благодатні землі ще кілька десятиліть залишалися пустельними. Царська влада тривалий час зберігала сувору заборону донським козакам приймати до себе на постійне місце проживання втікачів і будувати нові станиці і хутори. Відомо тільки, що найближчим гарнізоном донських козаків, під охороною якого знаходилися після 1708 р прилеглі до Деркулу, Євсугу та Айдару землі, була станиця Луганська. У цій людній на той час фортеці в 1718 році перебувало 28 команд, у складі яких було понад шістсот п'ятдесяти воїнів. Ось вони-то і були довгий час господарями деркульських, евсузьких та обітоцьких земель.
Частина земель (насамперед — по Сіверському Дінцю) була згодом відписана козакам Острогозького Слобідського полку. І хоча вони отримали дозвіл селитися по Айдару ще 15 травня 1709 року, проте реально заселення містечок на Айдарі козаками з Острогожська, Ольшанська, Усердського, Палатова, Лівен і Землянська починається лише у 1732 році. Сотня Івана Синельникова розташувалася в Біленькому, Дмитра Голодолінского — в Закотному, Якима Іванова — в Осинове, Якова Головінського — в Білолуцьк. На річці Білій з'являється поселення Нова Біла. Тому Біленька отримує назву Стара Біла і є сотенним містечком Острогозького полку
Спочатку отамани Війська Донського якось трималися. Але восени 1732 року отамани дізналися про царський циркуляр, що був таємно від донських козаків надісланий із Москви. Той вельми розтривожив козацький спокій, бо документом в екстреному порядку приписувалося відмежувати величезну ділянку землі на схід від річки Айдар, починаючи від прилеглих до західного берега річки Євсуг степів і далеко на схід від річки Деркул і до Сіверського Дінця на півдні. Це велике поле російська імператриця Єлизавета Петрівна з якогось дива подарувала братам Павловим — капітану лейб-гвардии Ізмайловського полку Павлову, капралу того ж полку Олександру Павлову та підпоручику від царського флоту Кіндрату Павлову «за бездоганну військову службу».
На ті часи винагороду служивих людей землею юридично означало дарування їх у дворяни, тобто в поміщики. А існування останніх, як відомо, немислимо без селян. Ось тоді-то новоспечені поміщики брати Павлові і направили в довколишні губернії — Білогородську, Чернігівську, Київську, Воронезьку — своїх посильних, які запрошували і звали землепашців-хліборобів переселятися до рясного Деркульського та Євсузького ковилового степу. Незабаром на гостинних і щедрих берегах річки Деркул з'явилися хутора Фролов, Титов, Данилов, Гнидин; на Обітоці — Шулікін, Литвинов, Брусов.
Таким чином, прилеглі до річок Деркул, битком, Євсуг вже освоєні козаками багаті ділянки землі опинилися у володінні поміщиків Павлових, і тепер козаки Війська Донського втрачали юридично і фактично право власності на ці угіддя. Землі по Айдару отримали також інші прихильники цариці — князі Куракін, Трубецькой, Мещеряков, дворяни Муханов, Суханов, Синельников, Фон-Лоу та інші. Миритися з цим Донські отамани не збиралися і готові були прийняти будь-які заходи задля захисту своєї власності.

### Євсуг у 1732—1761рр.
"…Слободи ці поселені в минулому 1732 році за челобитною зазначених Павлових поблизу Валуйського повіту, на дикому степу — по надісланим в Валуйськ воєводської канцелярії з державної вотчинної колегії указу, по річках Деркул, Євсуг, битком і по іншим притоках, по урочищам… ", — скаржився у 1733 р. у військову колегію отаман Війська Донського Єфремов.
Деякі найбільш гарячі голови з числа донський козацької старшини і рядові козаки намагалися навіть застосувати військову силу проти оселилися на берегах Деркул, Євсуг, битком селян, офіційно зажадавши від нових жителів негайно покинути їхні землі. У суперечку між отаманами і козаками Війська Донського, поміщиками Павлова і знову поселилися на їхніх землях селянами змушене було втрутитися російський уряд. І після п'ятирічної тяганини врешті решт російський Сенат змушений був грамотою від 12 липня 1737 р. позбавити поміщиків Павлових права на прилеглі до Деркулу, Євсугу, Битку землі.
Прибулих переселенців зі слобід та хуторів було приписано до Валуйського повіту Бєлгородської губернії на правах державних селян. Таким чином, деркульські, евсузькі та обітоцькі переселенці домоглися головного: вони були позбавлені від кабали московських поміщиків-деспотів та польської шляхти, що гнобили та грабували їх.
З 1733 року по Айдару розгортається будівництво військових поселень. Полковник Острогозького полку Іван Іванович Тевяшев клопотав перед урядом, щоб на ці родючі землі були переселені господарства разом з селянами з Воронезької губернії. Такий дозвіл було отримано. На приайдарські землі потягнулися дрібні і значні поміщики. У той час до Старобільщини переїхав Гаршин і заснував Гаршінівку, Маринов заснував Марінівку. Пріайдарскіе землі швидко заселялися. За Острогозького полком на Айдар були переведені в село Закаменку Псковський, а в село Троїцьке — Астраханський полки. Вони й дали нові назви селам: Закаменці — Новопсков, а Троїцькому — Новоастрахань.
Влітку 1757 р. Петербург оголосив про початок війни Росії з Пруссією і вимагав від селян додаткового продовольства, нових рекрутів, коней для армії і виїзду, фуражу для війська. У 1761 р. сповіщалося про смерть імператриці Єлизавети Петрівни і про вступ на російський престол Петра III; пізніше — російської цариці Катерини II. І кожен раз після отримання важливої урядової депеші керуючий Біловодською волостю, отамани сіл і хуторів збирали сход селян та черкасів. Сповіщали їх про загальнодержавні події, оголошували розпорядження центральної влади і вимагали беззаперечного їх виконання.

### Реформа 1861 року
Періодичні чорні бурі та суховії призводили у Евсузі до неврожаїв. Голод і нестатки були постійними супутниками біднішої частини населення.
Селянська реформа 1861 року звільнила селян і від обов'язків безкоштовно поставляти кінному заводу сіно та солому. Проте економічне становище від цього, особливо у біднішої частини населення, не поліпшилось. Земельні наділи були урізані до 6,2 десятини на ревізьку душу.
Після реформи 1861 року селяни одержали наділи, за які вони повинні були щорічно сплачувати казні близько 30 тис. крб. викупних платежів. Щоб якось зводити кінці з кінцями, бідніші селяни змушені були займатись різними промислами. В Євсузі особливо була поширена гончарна справа. Наявність доброї глини зробила Євсуг одним з головних пунктів гончарного виробництва в Старобільському повіті, до складу якого він входив.

### Перші селянські виступи
Тяжкі умови життя і безправність селян викликали їхнє справедливе невдоволення і гнів. Весною 1887 року в селі сталося стихійне селянське заворушення. Приводом до виступу селян була конфіскація для сплати недоїмки єдиної корови у унтер-офіцера запасу К. С. Ткаченка, який мав шестеро дітей. Селяни, незадоволені вимогами старшини Семикоза про сплату податків і вилученням худоби з господарств неплатоспроможних, зібралися 8 квітня до волосного правління в кількості 500 чоловік. Пристав і урядник, які прибули з Біловодська, не змогли заспокоїти селян і змушені були рятуватися втечею. Заворушення тривало цілий тиждень і викликало переполох не тільки в повіті, ай у губернії.
Селяни вимагали переобрати місцеві власті, представників яких вважали винуватцями усіх своїх бідувань. Обрані сільським сходом уповноважені поїхали до повітової управи у Старобільськ, але там їх заарештували. 26 євсузьких «бунтівників» було кинуто в тюрму, у тому числі призвідників заворушення К. С. Ткаченка, А. І. Сомченка і П. М. Роздимаху, яких потім засудили до тюремного ув'язнення. Стихійний виступ селян показав, що бідняцькі маси вже не хочуть миритися з своїм становищем.
Пореформений період характеризується дедалі більшим класовим розшаруванням села. Більше 1000 десятин надільної землі до 1905 року від селян-бідняків уже перейшло в руки т.з. «куркулів». Проте значна частина населення Євсуга фактично являла собою напівпролетарів-безземельників. На початку XX століття щороку по 600—640 жителів волості з числа бідняків йшли на сезонні заробітки на шахти і заводи Донбасу.
Особливо посилився процес класового розшарування серед селян Євсуга після столипінської реформи 1906—1911 років. Більшість бідняцьких господарств не мала коштів, щоб придбати землю, а куркулі купували по 5—6 і більше наділів. В цей час у селі з ’явилися великі землевласники — Величко, Мозговий, Семикіз та інші, які зосередили в своїх руках по 100—200 десятин кращої землі.

### Побут селян Євсуга на початку XX ст.
Побут мешканців був бідним, примітивним і невлаштованим. Безладно розкидані по заплаві річки, криті соломою бідняцькі халупи з підсліпуватими віконцями губилися в заростях очерету, чагарників і придорожних бур'янів. Селом тяглися курні в спеку і в'язкі в негоду нерівні ґрунтові дороги.
Багато лиха селянам завдавало дуже погано поставлене медичне обслуговування населення. На початку XX століття в Євсузі була лише невелика лікарняна дільниця на два стаціонарних ліжка, яка обслуговувала крім Євсузької ще і Литвинівську та Колядівську волості. Штат дільниці складався з двох фельдшерів, акушерки і санітарки. Медикаментів земство майже не виділяло, і лікувати хворих найчастіше доводилося травами.
Тільки в 1912 році в Євсузі була відкрита лікарня на 12 ліжок і амбулаторія. Тут почав працювати лікар О. М. Твердохлєбов. Відсутність належної медичної допомоги зумовлювала високу смертність населення. У 1914 році в Євсузі народилося 459, а померло від різних захворювань 268 чоловік, переважно дітей.
Не кращою була справа і з народною освітою. До 1900 року в Євсузі були всього лише дві початкові школи — земська і церковно-парафіальна, у яких навчалось трохи більше 100 дітей. Школи розміщувалися у невеликих селянських хатах. І лише в 1903 році земство збудувало в селі нове приміщення для школи.
З загальної кількості 794 дітей у віці 8-11 років навчався в усіх трьох школах 291 учень — лише одна третина всіх дітей шкільного віку. Багато зусиль докладали старі земські вчителі Ф. В. Воркуєва, Т. Я. Дуда, М. К. Волковий та М. Є. Пономарьова для розвитку народної освіти в Євсузі, але понад 80 проц. жителів села все ж залишалися неписьменними. Злиденне становище викликало серед селян глухе невдоволення самодержавством. Великий вплив на формування класової самосвідомості селян Євсуга і зростання їхніх революційних настроїв мала перша світова війна, коли через поранення або хворобу додому повернулися революційно настроєні солдати-фронтовики П. Ф. Шейко, Н. І. Ткаченко, Т. С. Фоменко та інші.

### Євсуг під час Визвольних змагань
У грудні 1917 року в Євсузі було утворено ревком, який почав реалізувати директиви і вказівки органів радянської влади. Першим його головою став місцевий селянин Т. С. Фоменко. До складу ревкому також ввійшли Н. І. Ткаченко, П. Ф. Шейко, X.М. Онищенко, С.3. Карачун, Д. В. Величко, В. Г. Новохатський. Заможні селяни були обмежені в найманні робочої сили, проте безземельні селяни одержали наділи з конфіскованої у церкви землі. Ревком організував також заготівлю хліба та інших продуктів для потреб Червоної армії. Після того, як у квітні 1918 року війська кайзерівської Німеччини окупували Україну, євсузький ревком був розпущений. Одного разу на околиці Євсуга селяни вбили кількох німецьких солдатів. У відповідь на це німці розстріляли в селі 12 чол., у тому числі І. Н. Решетняка, Т. М. Величка, С. Н. Половинко, Г. Ф. Кіяха, А. М. Грицая та інших.
Коли владу у Євсузі захопило військо генерала Краснова, козаки стали вимагати у населення хліба, м'яса, коней та підвід. Жителі Євсуга відкрито виступили проти красновців, за що заплатили своїм життям О. Д. Половинка і С. І. Величко. 22 грудня 1918 року у відповідь на вимогу козаків виставити 250 підвід селяни напали на загін і почали його роззброювати. Було вбито двох офіцерів, рядові козаки розбіглися. Влада перейшла до рук селян під керівництвом М. А. Ткаченка. Але уже наступного дня козаки повернули село — почалася жорстока розправа. Не знайшовши ініціатора виступу карателі розстріляли двох синів Ткаченка, членів ревкому Т. С. Фоменка та Н. І. Ткаченка, активних учасників виступу П. М. Овчарова, П. Є. Закутного, О. В. Обода, Г. І. Коваля та інших.
На початку січня 1919 року на територію Старобільського повіту вступила Червона армія, відновивши в Євсузі волосний ревком, який очолив Д. В. Величко. Надавши допомогу найбіднішим селянам у придбанні посівного матеріалу та інвентаря, ревком також провів облік посівів у всіх господарствах та почав здійснювати т.з. продрозверстку.
Під час походу на Україну Деникіна у червні 1919 року його війська зайняли Євсуг. Білогвардійці грабували населення: відбирали худобу, фураж для коней, для транспортних потреб своїх частин взяли 150 підвід. Червона Армія остаточно визволила Євсуг від денікінців у грудні 1919 року. Селяни обрали депутатів до сільської Ради, першим головою якої став С. Є. Снаговський. Втім у 1920-21 роках населенню Євсуга не раз доводилося вести збройну боротьбу проти формувань Махна, Каменюки, Марусі та інших. Чимало безземельних і малоземельних селян Євсуга пішли до лав Червоної Армії, повернувшись з якої у 1921 році вони почали отримувати від Радянської влади землю.

### Рух сільської споживчої кооперації
З ініціативи сільської Ради в Євсузі в 1921 році була створена сільська споживча кооперація, яку очолив М. П. Сичов. У тому ж році було організоване сільське кредитне товариство. Сільрада порушувала клопотання про надання кредитів для придбання посівного матеріалу, тягла, інвентаря біднякам, визначила розміри самооподаткування на благоустрій села тощо. Більшість господарств, об'єднуючись у групи, вскладчину купували сівалки, жатки, брички тощо. Селяни придбали в цей час більше 100 жаток, 120 сівалок, багато плугів, борін та іншого сільськогосподарського інвентаря. Вони все більше переконувалися, що Радянська влада є справді народною владою, що вона захищає бідноту і середняків.
Велику роль у згуртуванні бідняцьких мас відіграв створений у селі в 1920 році Комітет незаможних селян, першим головою якого був А. Г. Калатай. До кінця 1924 року в Комітеті налічувалось уже 710 чол. У його складі було утворено 5 комітетів взаємодопомоги по кооперуванню селян. Як громадська організація, КНС подавав допомогу найбіднішим селянським господарствам і сім'ям загиблих червоноармійців в проведенні польових робіт, наділяв землею малоземельних і безземельних селян, сприяв розвиткові їхніх господарств. Так, між ними у 1922 році було перерозподілено 240 десятин державних і церковних земель з розрахунку по 1,74 десятини на кожного члена сім'ї.

### Створення осередку РКП(б)
У серпні 1922 в Євсузі було утворено партійний осередок, до складу якого ввійшли колишні червоноармійці Д. А. Гончаров, Т. Д. Куциба, Є. Т. Молоток, В. О. Корсун. Секретарем осередку комуністи села обрали завідувача клубу Д. А. Гончарова. Партійні осередки утворились і в навколишніх селах. Коли у 1923 році був створений Євсузький район, районна парторганізація вже налічувала понад 50 комуністів. Першим секретарем райкому партії комуністи обрали вчителя А. А. Перова.
Надійним помічником комуністів, у здійсненні соціалістичних перетворень на селі була євсузька комсомольська організація, створена на початку 1924 року. Очолював її В. С. Яїцький. Серед перших комсомольців села були О. М. Малєєв, Д. Г. Савенко і В. Я. Ружа.

### Товариства по спільному обробітку землі
Господарювати біднякам було важко: не вистачало тягла, інвентаря, робочих рук. Вони все частіше почали об'єднувати свої зусилля для обробітку землі. У 1925 році це набуло певних організаційних форм: селяни створили в Євсузі два Товариства по спільному обробітку землі (ТСОЗи). Одне з них очолив С. М. Жуков, друге — М. М. Величко. На допомогу ТСОЗам у тому ж 1925 році в Євсузі було організовано 4 машинно-тракторні товариства, які мали в своєму розпорядженні 4 трактори «Фордзон» і молотарку.
ТСОЗи, до яких входило понад 200 господарств, показали селянам, що об'єднання зусиль — єдиний шлях для досягнення успіхів у сільськогосподарському виробництві. У 1925 році вони виростили найвищий у Євсузі за попередні 20 років урожай хлібів — по 16 цнт пшениці і по 18 цнт жита з гектара. Про успіхи євсузьких хліборобів свідчить і той факт, що в 1928 році селяни заготовили і здали державі понад 100 тис. пудів товарного хліба.
Місцеві куркулі не хотіли по твердих цінах продавати хліб державі та приховували зерно. Радянська влада 1929 року ухвалила рішення відібрати понад 30 куркульських господарств, а їхні землі, інвентар і худобу передати колгоспам, що створювалися. Першим у Євсузі восени 1929 року був створений колгосп «Полум'я Жовтня», у якому об'єдналося 150 селянських господарств. Головою цього колгоспу був обраний місцевий бідняк-активіст А. О. Литвинов. До весни 1930 року в Євсугу було організовано ще 6 колгоспів: ім. Будьонного, ім. Шевченка, ім. Першого Травня, «Червоне село», «Червоний кооператор» і «Червоний клин».
Важливу роль у здійсненні соціалістичних перетворень на селі відіграла організована 20 травня 1933 року Євсузька МТС. З організацією МТС на поля євсузьких колгоспів вийшло близько ЗО тракторів ЧТЗ, Х Т З іУ -2 , З зернові комбайни. Першими механізаторами в селі були Д. І. Булатников, Т. Є. Бондар, П. С. Коваль, Я. І. Маніфат, О. С. Мороз, І. Д. Трюхан та інші. Машинно-тракторний парк МТС постійно збільшувався. В 1935 році тут було вже 12 зернових комбайнів. У 1938 році вже всі колгоспи зібрали в середньому з кожного га по 17—18 цнт пшениці, а в 1939 році — по 20 центнерів.

### Розбудова соціальної інфраструктури в 1920-40 рр.
В перші роки Радянської влади Євсузька лікарня мала 12 ліжок, одного лікаря і 4 медичних працівників. В 1925 році кількість ліжок була збільшена до 20. У 1930 році в селі відкрито аптеку, а лікарня розширилася ще на 10 ліжок, збільшилась і кількість медичного персоналу.
Для розвитку народної освіти в селі було організовано 17 лікнепів, заняття яких відвідували понад 280 чол. До проведення занять в лікнепах залучалися не тільки місцеві вчителі, а й усі грамотні, зокрема В. П. Вербицький, В. Й. Зарецький та інші. Все це дало свої результати. До 1936 року неписьменність серед жителів Євсуга була повністю ліквідована.
У 1926 році центральна початкова школа Євсуга була перетворена в школу-семирічку. Зросла кількість учнів у школах: у 1930 році вже навчалося 611 дітей. Заняття відвідували також підлітки до 16 років, які не мали можливості здобувати початкову освіту раніше. Для них були організовані спеціальні класи. В 1940 році в Євсузі було дві початкових школи, одна неповна середня і одна середня школи. В них навчалось 750 дітей колгоспників і працювало 45 учителів. У цьому ж році в селі почалося будівництво нового двоповерхового будинку середньої школи. Багато сил віддала розвитку народної освіти в селі ентузіастка освітньої справи вчителька В. С. Бервицька, яка працювала у євсузькій школі більше 30 років.
У 1922 році у кращому приміщенні Євсугу, що раніше належало купцеві Лихачову, було відкрито перший у селі клуб на 250 місць. При клубі було організовано кілька гуртків художньої самодіяльності — хоровий, струнний, драматичний та інші. У 1941 році в Євсузі вже було чотири колгоспних клуби і один піонерський. Справжнім центром всього культурного життя в селі став Будинок культури, збудований у 1940 році. При ньому працювали духовий і струнний оркестри, хоровий, драматичний і танцювальний самодіяльні колективи. При Будинку культури працювала районна бібліотека, у якій налічувалось 15 тис. книжок. Свої бібліотеки мали середня школа і школа-семирічка, а також кожний з семи колгоспів

### Євсуг під час Другої Світової війни
22 червня 1941 року мирна праця жителів Євсуга була перервана віроломним нападом на Радянський Союз. У перші ж дні війни проти гітлерівської Німеччини 398 жителів села стали на захист Батьківщини.
Ніколи не забудуть жителі Євсуга подвиги своїх земляків — Героя Радянського Союзу А. П. Головченка, командира кулеметного взводу, лейтентанта Прокопія Колісника, випускниці середньої школи, комсомолки Р. І. Грузинової та інших. Під час Другой Світової війни А. П. Головченко командував спочатку танковою ротою, потім танковим батальйоном, пройшов переможний шлях від Сталінграда до Берліна і заслужив 18 урядових нагород — 9 бойових орденів і 9 медалей. На рахунку А. П. Головченка багато славних бойових справ. У січні 1945 року танковому батальйону під його командуванням було доручено в супроводі піхоти, артилерії і саперів здійснити рейд по тилах ворога і відрізати шлях противникові, що відступав. Радянські воїни успішно здійснили цю сміливу операцію, знищили багато фашистських солдатів і бойової техніки. За цей видатний подвиг А. П. Головченку було присвоєно високе звання Героя Радянського Союзу. Ім'я героя присвоєно одному з піонерських загонів середньої школи в Євсузі.
Інший піонерський загін Євсузької середньої школи носить ім'я відважної комсомолки-десантниці Р. І. Грузинової. У квітні 1942 року вона разом з іншими парашутистами висадилася у ворожому тилу. Фашисти виявили і оточили розвідників. В нерівному бою поблизу села Нова Збур'ївка на Херсонщині і загинули славні радянські патріоти.
За доблесть і відвагу, проявлені в боротьбі проти фашистських загарбників, на фронті і в партизанських загонах, бойовими орденами і медалями нагороджено понад 150 жителів Євсуга.
Гітлерівці, окупувавши 13 липня 1942 року село, грабували населення, відбирали хліб, худобу, одяг. Фашисти розстріляли 13 і відправили у рабство до Німеччини 156 жителів села. Німецькі окупанти завдали Євсугу величезної шкоди. Багато будинків колгоспників, громадських будівель було спалено і зруйновано. Шкода, заподіяна самій тільки Євсузькій МТС, перевищила 358 тис. карбованців.

### Визволення Євсуга від нацистів
20 січня 1943 року частини 41-ї гвардійської стрілецької дивізії визволили Євсуг. У братській могилі у Євсузі поховані старший лейтенант М. І. Макєєв, молодший лейтенант С. Ф. Рябов, солдати Г. Ф. Корольов, С. І. Чудінов та інші радянські воїни, які віддали своє життя за визволення села.
Відразу ж після вигнання фашистських загарбників жителі села приступили до відбудови господарства. Відновили свою діяльність сім колгоспів. Натхненні перемогами радянського народу в боях проти фашистських загарбників, люди працювали з подвоєною енергією. Відбудовувати сільськогосподарське виробництво доводилося в дуже тяжких умовах.
Не вистачало тягла, насіння, майже повністю було знищене громадське тваринництво. У січні 1943 року в колгоспі «Більшовик» було всього лише 28 корів, 9 свиноматок, 6 коней і 11 пар волів. У другому євсузькому колгоспі — ім. Кірова залишилося ЗО корів, 6 свиноматок і 12 коней. Такий же стан був і в інших артілях. Механізатори Євсузької МТС вдень і вночі з старих вибракованих частин складали трактори та сільськогосподарські машини. Держава допомагала посівним матеріалом. На польових роботах колгоспники використовували власних корів.
Все це дало можливість успішно провести весняну сівбу в 1943 році. Колгоспи засіяли понад 60 % довоєнних посівних площ, а через рік — 85 %. Самовіддано працювали колгоспники Євсуга на артільних полях. М. Богомаз, П. Величко, В. Прокопенко та інші при нормі 0,85 га виорювали за день по 1 —1,5 га.
По-фронтовому працював на збиранні комбайнер П. С. Коваль. Він щодня збирав пшеницю на площі 22—26 гектарів. З особливим ентузіазмом працювали молоді механізатори Євсузької МТС під керівництвом досвідченого тракториста О. С. Мороза. Люди працювали під лозунгом: «Все для фронту, все для перемоги!».
Жителі села не тільки виробляли зерно, м'ясо, овочі та інші продукти, а й збирали та відправляли на фронт теплий одяг, валянки, продовольство, віддавали свої заощадження для будівництва бойових літаків, танкової колони тощо. Старожил Євсуга П. Ю. Ринковий весною 1945 року передав у фонд оборони 100 тис. крб. Інший житель села К. К. Ященко вніс до цього фонду 115 тис. карбованців.
Дбаючи про відбудову економіки колгоспів після фашистської окупації і подання допомоги фронту, жителі Євсуга багато уваги приділяли також відновленню нормального життя рідного села. Вже через місяць — два після вигнання гітлерівців з села знов почали працювати сільська лікарня і школи. Особливо важко було організовувати нормальні заняття в школах: не вистачало вчителів, не було зошитів і навчальних посібників. І все ж 98 % дітей шкільного віку почали знову регулярно відвідувати школу.
До кінця 1943 року відновила свою роботу пограбована гітлерівцями бібліотека. Більшість книжок їй подарували жителі села, а також надіслали в подарунок бібліотеки Уралу і Сибіру.

### Перша післявоєнна п'ятирічка (1946-50 рр.)
Соціалістичне змагання на полях і фермах ще більшого розмаху набуло після завершення Великої Вітчизняної війни, у роки першої післявоєнної п'ятирічки. Чудові зразки самовідданої праці у 1946—1947 роках показували комбайнери Євсузької МТС Т. Є. Бондар, П. М. Ганзій, Я. І. Маніфат, С. І. Овчаров, ланки О. Я. Шевченко і Є. Г. Бови з колгоспу «Більшовик», ланки П. Ринкової і М. І. Москвич з колгоспу ім. Кірова, ланка М. В. Ященко з колгоспу ім. Ворошилова та багато інших.
Високих показників добивалися і тваринники. Свинарки Є. К. Кривошей з колгоспу «Більшовик» і О. П. Семоненко з колгоспу ім. Кірова вирощували щороку по 20—22 поросяти від кожної свиноматки. Ініціатором багатьох славних справ була комсомольсько-молодіжна бригада механізаторів О. С. Мороза. Вона першою в Євсузі виступила в похід за високу культуру землеробства і у 1946 році виростила в середньому з кожного га по 22 цнт озимої і по 18 цнт ярої пшениці, по 15 цнт соняшнику.

### Діяльність колгоспу «Рассвет» (1950-67 рр.)
У 1950 році сім місцевих сільгоспартілей Євсуга об'єдналися в три більших господарства, а у 1958 році замість трьох артілей створено один колгосп «Рассвет». Якщо в 1959 році на тваринницьких фермах колгоспу було 2150 голів великої рогатої худоби, то в 1965 році стадо збільшилось до 2733 голів. Середня врожайність зернових на кінець семирічки становила 20,8 цнт з кожного гектара.
Водночас зросло виробництво тваринницької продукції і становило на 100 га угідь: молока — по 242 цнт, м'яса — по 46,8 цнт, у тому числі свинини по 20,7 цнт на 100 га ріллі. Прибуток колгоспу за цей же час зріс у два з лишком рази, що дало змогу колгоспу у 1965 році перейти на грошову оплату праці членів сільгоспартілі. Широке впровадження принципу матеріального заохочування забезпечило підвищення трудової активності колгоспників, які вже у 1967 році заробляли в середньому майже по З крб. за день. Місячний заробіток колгоспника в середньому становив — 75 крб., зайнятого у тваринництві — 130 крб., а механізатора — 120 крб.
Заробітна плата на одного колгоспника у 1966 році зросла на 25—35 проц. в порівнянні з 1965 роком. Успіхи ці є результатом самовідданої праці колгоспних хліборобів і майстрів тваринництва, великої організаторської роботи комуністів, яких в артілі понад 90 чол. Всі бригади і ферми в колгоспі переведено на госпрозрахунок. Успіхові цього заходу сприяло створення бюро економічного аналізу, до якого входять усі головні спеціалісти колгоспу, керівники бригад і ферм.
У 1964 році механізатор-комуніст третьої бригади І. М. Нєженець разом з своїм напарником П. X. Фоменком першими в артілі почали вирощувати кукурудзу без затрат ручної праці — і виростили з кожного га на 8 цнт більше, ніж у середньому по колгоспу. У 1965 році за їхнім методом у колгоспі вже працювали всі механізатори.
На 1 січня 1967 року в колгоспі «Рассвет» працювало 35 тракторів, 5 зернових і 6 силосних комбайнів, 21 автомашина, багато інших причіпних і навісних знарядь. Чудовими трудівниками і організаторами колгоспного виробництва є досвідчені колгоспні механізатори брати Ткаченки. Старший з них Стефан Костянтинович понад 20 років очолював у колгоспі тракторну бригаду, Олексій Костянтинович також керує тракторною бригадою, а Іван Костянтинович більше 15 років працює трактористом. Доброю славою в колгоспі користується колектив третьої комплексної бригади, яку очолює комуніст М. А. Коваль.
У 1964—1965 роках колектив третьої молочно-товарної ферми здійснив комплексну механізацію робіт у тваринництві. Якщо до 1964 року 300 корів, що утримувались тут, обслуговувало 30 чол., то в 1966 році з усією роботою успішно справляються 10. Затрати на виробництво центнера молока зменшилися на 30-35 %, а заробіток тваринників зріс у середньому майже у 3 рази. Майже такий ефект дала комплексна механізація в 1964 році колгоспного свиновідгодівельника.
До впровадження комплексної механізації тут працювало 40 чол., а тепер всі роботи по догляду за стадом виконують 6 тваринників. За цей час собівартість центнера свинини зменшено з 160 крб. до 67 крб. 78 копійок. Заробітки ж працівників ферми зросли втроє. Великий внесок у здійснення комплексної механізації робіт на фермах і полях роблять колгоспні умільці.
В Євсузі широкого розмаху набрало раціоналізаторство. У колгоспі «Рассвет» створено штаб раціоналізації і винахідництва, який очолюють комуністи — головний агроном артілі В. А. Шуліка і головний інженер І. А. Жаглін. Багато добрих справ на рахунку місцевих раціоналізаторів І. В. Коваля, М. Д. Олійника, О. С. Мороза, В. М. Богомаза та інших.
Вони за своїми схемами збудували кормоцех на свинофермі. Раціоналізатори переобладнали і удосконалили також ряд сільськогосподарських машин, що застосовуються в рільництві. Ряди передовиків виробництва в колгоспі множаться з кожним днем. Цьому сприяє широко розгорнутий на полях і фермах артілі рух за комуністичну працю. Першими ударниками комуністичної праці стали в 1963 році доярки О. П. Мартиненко, М. С. Сімакова, К. X. Волга, свинарка Ф. Н. Михайлюченко, шофер І. К. Молоток, зав. молочно-товарною фермою І. В. Жуков.
У 1966 році ряди ударників комуністичної праці зросли до 39 чол. Серед них — завідувачка свиновідгодівельної ферми, член Луганського обкому партії, делегат XXIII з ’їзду КП України Я. В. Колесник.
За успіхи у виробництві сільськогосподарських продуктів група євсузьких колгоспників була нагороджена орденами і медалями,  серед них  — завідувач машинно-тракторної майстерні Й. П. Коваль, комбайнери П. М. Ганзій та І. П. Лисогор, ланкові Г. А. Герман та П. Г. Герасименко, бригадир рільничої бригади В. С. Скрипник, городниця І. Я. Михайличенко, доярки М. Я. Величко і Р. Ф. Колесник, свинарка К. М. Олійник, телятниця Н. А. Петренко, голова артілі О. І. Проценко та інші.

### Результати семирічки 1959-65 рр.
Міцніє економіка артілі, зростає матеріальний добробут колгоспників. Правління артілі виділяє забудовникам ділянки, грошові позички, допомагає придбати будівельні матеріали. За 7 років в селі було збудовано 208 нових будинків, більшість яких вкрито шифером або залізом. Над 106 будинками жителів Євсуга піднялися телевізійні антени. Колгоспники мають 8 власних легкових автомобілів, 115 мотоциклів і моторолерів, а також холодильники, пральні машини, радіоприймачі, велосипеди та інші цінні речі. За роки семирічки товарооборот в місцевій торговельній мережі Євсуга зріс з 1 млн. 11 тис. крб. до 1 млн. 881 тис. карбованців.
Тут є 9 продовольчих і промтоварних магазинів, сільський універмаг, книжковий магазин, чайна, хлібопекарня, маслозавод, перукарня, шевська і кравецька майстерні, радіовузол, відділення зв'язку.

## Сучасне життя Євсугу
Сьогодні село налічує менше 2000 жителів, проте має, окрім тривалої історії, ще й активну місцеву громаду, яка розуміє, що крім неї, ніхто не зможе змінити їхній власний «дім» на краще. У вересні 2018 року до села завітав всеукраїнський мандрівний табір БУР («Будуємо Україну разом»), який має на меті спонукати людей брати власну відповідальність за позитивні зміни у своїй громаді та об'єднуватись в спільноту заради досягнення цієї мети. Під час табору волонтери з України та з-за кордону допомагають українцям, що опинилися в скруті, шляхом ремонту їхніх помешкань. Це було перше село, яке стало для табору чималим досвідом.

## Інфраструктура села
З січня 1966 року село підключено до державної електромережі. В Євсузі було розбито три сквери, посаджено понад 40 тис. фруктових і декоративних дерев та кущів. У центрі села в 1956 році встановлено пам'ятник В. І. Леніну.
Для сільської лікарні було збудовано ще два приміщення. Лікарня займає три корпуси. В ній працює 6 лікарів і 22 працівники середнього медичного персоналу. При лікарні функціонує поліклініка. 26 років віддав охороні народного здоров'я лікар Євсузької сільської лікарні Е. М. Відінг і 20 років — фельдшер І. П. Кривенко.
Добрим словом згадують жителі села медсестру М. І. Сичову, яка 30 років працювала в євсузькій лікарні. В 1948 році в Євсузі завершено будівництво нового двоповерхового приміщення школи. У 1967 році в селі працювало 4 школи: одна середня, одна восьмирічна і дві початкові. В них навчали дітей 52 вчителі. За післявоєнні роки середню освіту здобули понад 700 дітей трудівників села. Один з випускників школи Пантілей Денисович Коваль — кандидат філософських наук, а його брат Петро Денисович Коваль — кандидат історичних наук. На ниві підготовки інженерних кадрів працює випускник євсузької середньої школи, старший викладач Комунарського гірничо-металургійного інституту, кандидат економічних наук С. М. Грицай. Серед населення особливо великим авторитетом користується вчителька О. Р. Костромцова, яка понад 30 років працювала в Євсузькій школі. Її чоловік Олексій Іванович Костромцов також багато років віддав справі народної освіти.
При Будинку культури з 1965 року працює народний університет з сільськогосподарським, громадсько-політичним, педагогічним і медичним факультетами, його слухачами є 153 жителі села. Книжковий фонд сільської бібліотеки перевищує 35 тис. томів, якими користуються понад 1500 постійних читачів.
Молодь села багато уваги приділяє фізкультурі і спорту. В Євсузі організовано 4 колективи фізкультури, у розпорядженні яких є два стадіони, два комплексних спортивних майданчика, 6 волейбольних і два баскетбольних майданчика, три футбольних поля. Спортсмени беруть участь у районних і обласних змаганнях, у селі є більше 100 спортсменів-розрядників.
У 2021 році відновлено дорогу національного зачення — Автошлях Н 26, що проходить крізь село.

## Населення
Наприкінці XVIII століття населенням Євсуга складало 1769 чол., у тому числі 913 чоловіків і 856 жінок.
Згідно Ревізськім казкам 1816 року, у слободі Євсуг Старобільського повіту і приписаних до неї хуторах: Шеповалові, Сенькові і Шпотині кількість конюшенних селян чоловічої статі складає 1705 осіб (з них в слободі Євсуг — 1291), жіночої статі — 1703 осіб (з них в слободі Євсуг — 1270).
За 20 років населення зросло приблизно на 20 %, склавши в 1835 році: осіб чоловічої статі — 1597, осіб жіночої статі — 1617.
Селяни дуже страждали від епідемічних захворювань: у 1831 р. від холери померло 17 осіб, у 1833 р — 25, у 1847 р. — 40. Тільки у 1848 році в Євсузі від холери померло 223 людини, у 1849 від цинги — 67 осіб.
Згідно зі списками рекрутів по волостях Старобільського повіту, у Євсугській волості у 1854 р. рекрутували 78 осіб з 8675 душ коннозаводських селян.
На час Селянської реформи 1861 р. у Євсузі налічувалось 612 дворів і проживало 4930 жителів, у тому числі 1990 ревізьких душ, які мали право на наділи. Втім, за списками населених місць, станом на 1864 р. слобода Євсуг налічувала 599 дворів, у яких проживало 2105 жителів чоловічої і 2096 — жіночої статі.
В 1973 р. населення складало 3,1 тис. чоловік.
Втім, за даними перепису 2001 року, населення села становило вже 1740 осіб, з них 90,46 % зазначили рідною мову українську, 9,25 % — російську, а 0,29 % — іншу.

## Християнські храми

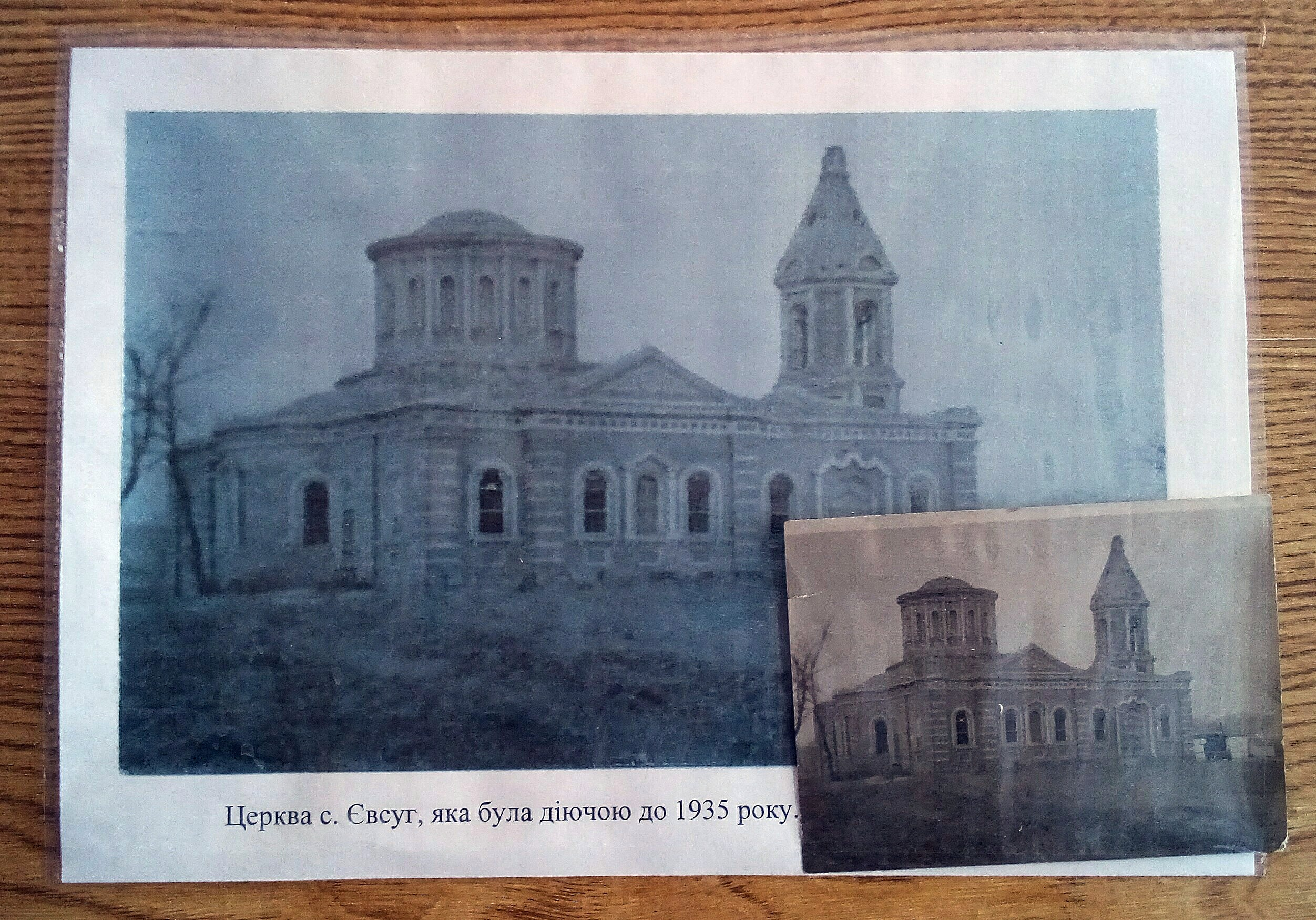
храм, що стояв на місці клуба

Дерев'яний храм в ім'я Різдва Іоанна Предтечі був побудований в слободі Євсуг не пізніше 1747 р. (метрики доступні з 1800 по 1916 рр.), землі при ньому було — 148½ десятин. До відкриття в 1879 році нової церкви Різдва Св. Богородиці це був головний храм.
Кількість парафіян:
- 1748—213 чол., 174 жін.
- 1761—399 чол.[25]
- 1766—740 чол., 710 жін.
- 1810—1623 чол., 1512 жін.
- 1830—1959 чол., 1967 жін.
- 1850—2382 чол., 2355 жін.

Священики:
- 1748 г. — Кирило Ігнатьєв Запорожець (1708 р.н.), дружина Марія Дмитрівна (1713 р.н.), діти: Савелій, Антон, Андрій, Анастасія.[26]
- 1765 г. — Самсон Петрович Литвинов (1695 р.н.), дружина Устина Григорівна (1710 р.н.)[27]
- 1766 г. — Василь Петрович Донченко (1723 р.н.), дружина Ірина Семенівна (1743 р.н.), діти: Василь, Федір. Дячок Яків Самсонович (1744 р.н..) Дружина Агафія Яківна (1744 р.н..). Діти: Устина, Васса.[28]

## Пам'ятки
В Євсузі розташована пам'ятка історії місцевого значення — братська могила радянських воїнів та пам'ятний знак на честь воїнів-односельців, які загинули у роки Другої світової війни:
Поблизу села розташований загальнозоологічний заказник місцевого значення «Євсуг-Степове».

## Адміністративний устрій
Сільській Раді підпорядковані також села: Копані, Черкаське, Гончарове, Калинове, Привільне, Парневе.

## Особистості

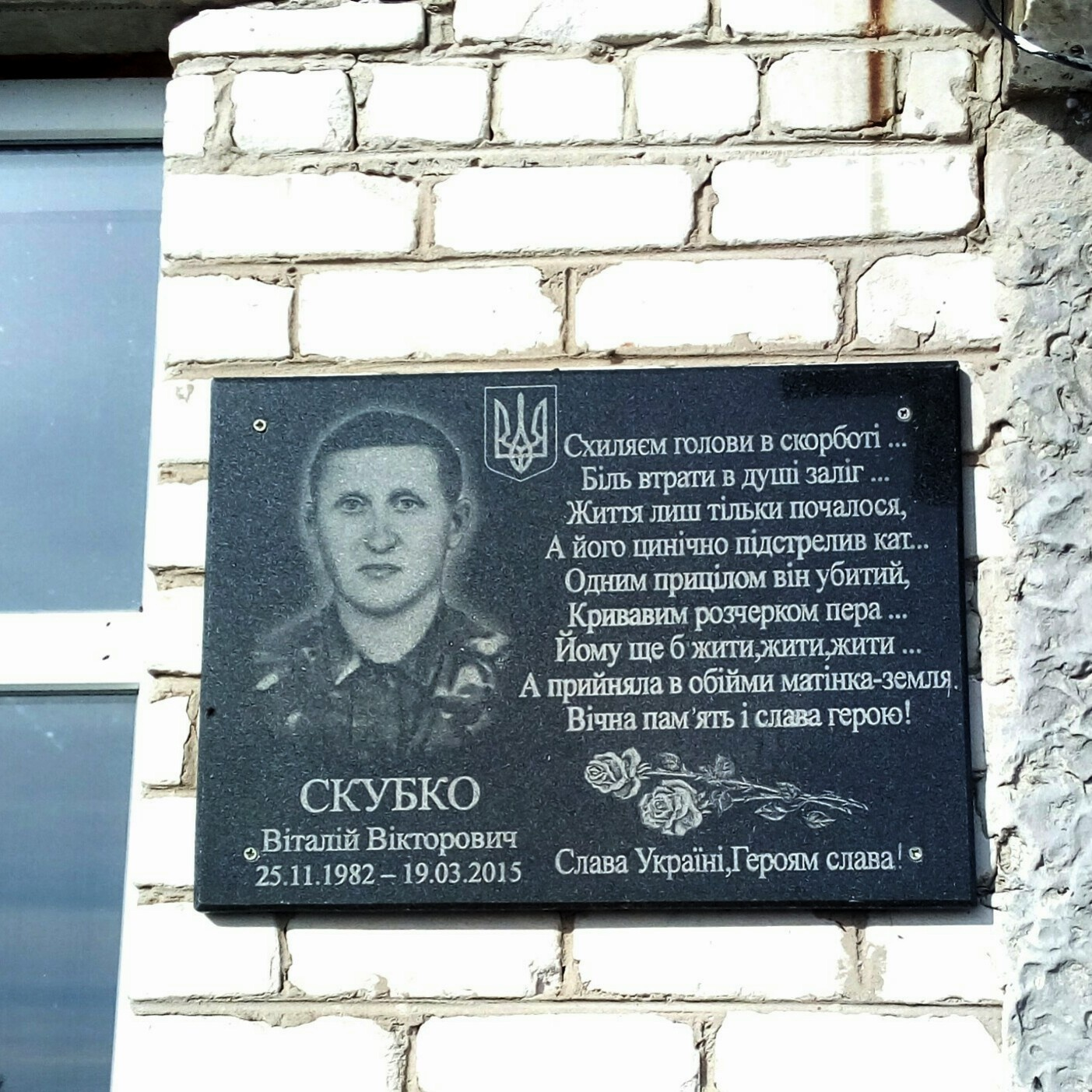
Меморіальна дошка на стіні школи

### Народилися
- Головченко Анатолій Петрович — Герой Радянського Союзу.
- Скубко Віталій Вікторович (1982—2015) — солдат Збройних сил України, учасник російсько-української війни[31]
- Слєпцов Григорій Кузьмич (1927—2003) — народний художник України.

## Світлини

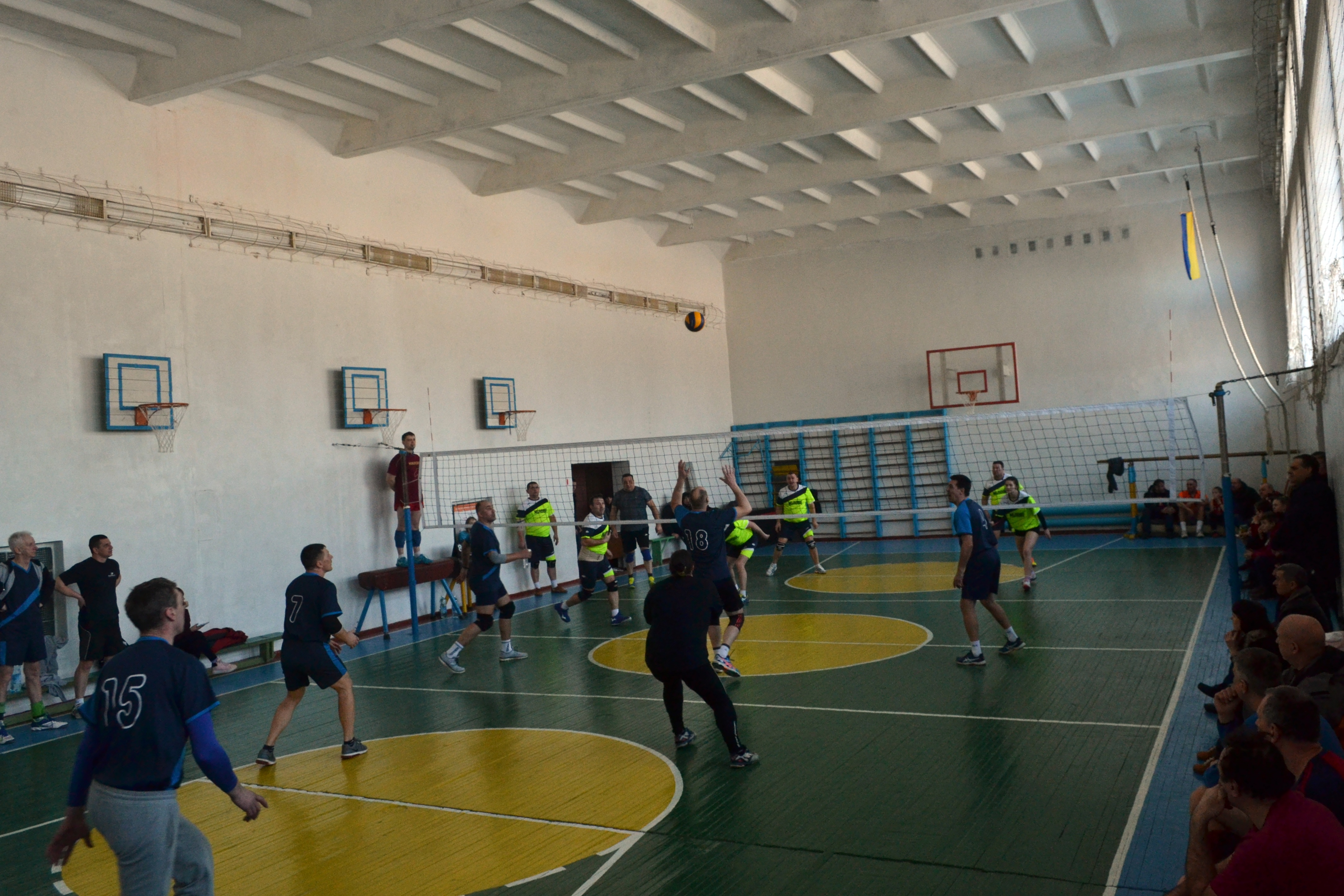
Шкільна спортзала
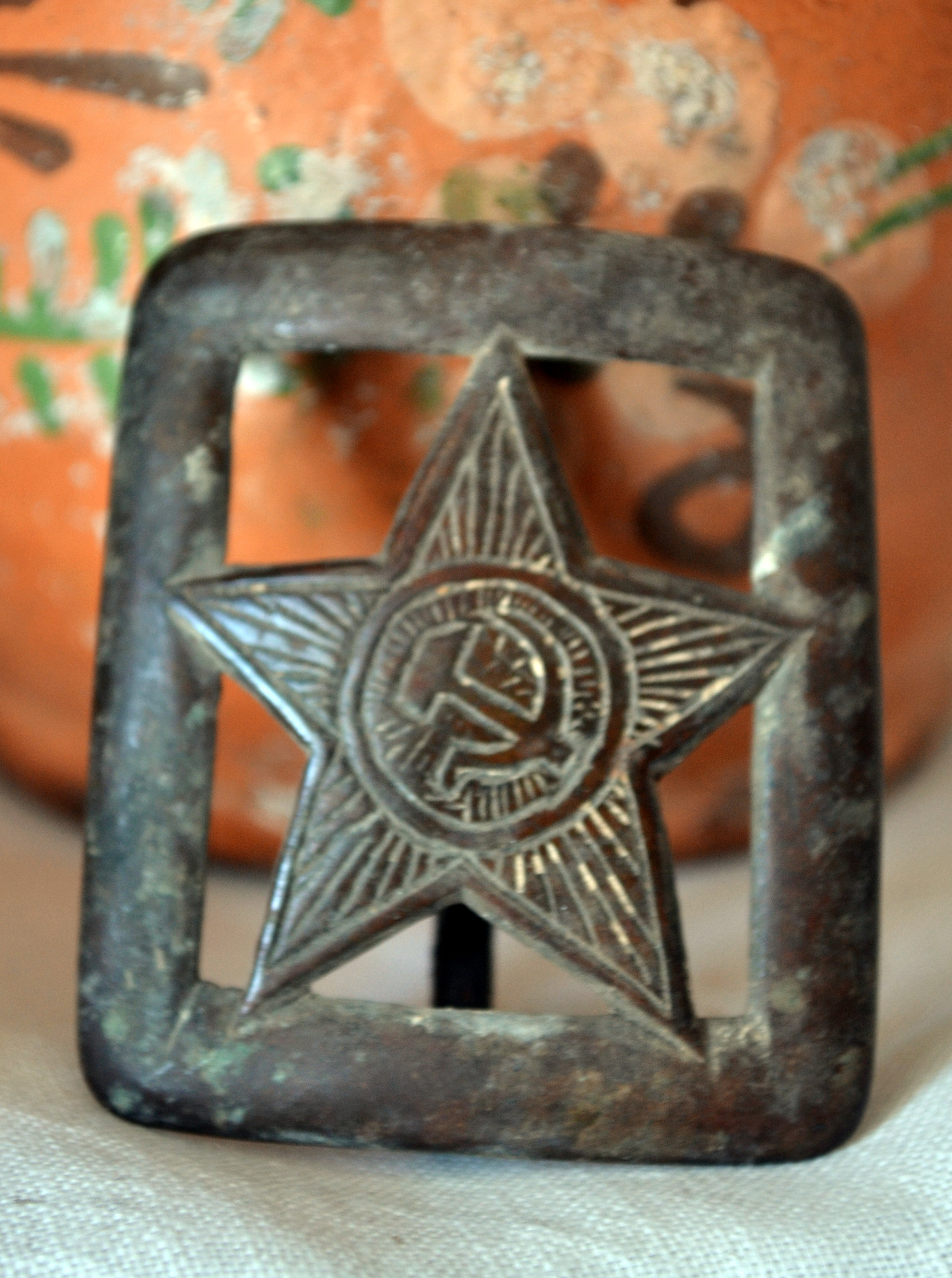
Пряжка військового зі шкільного музею
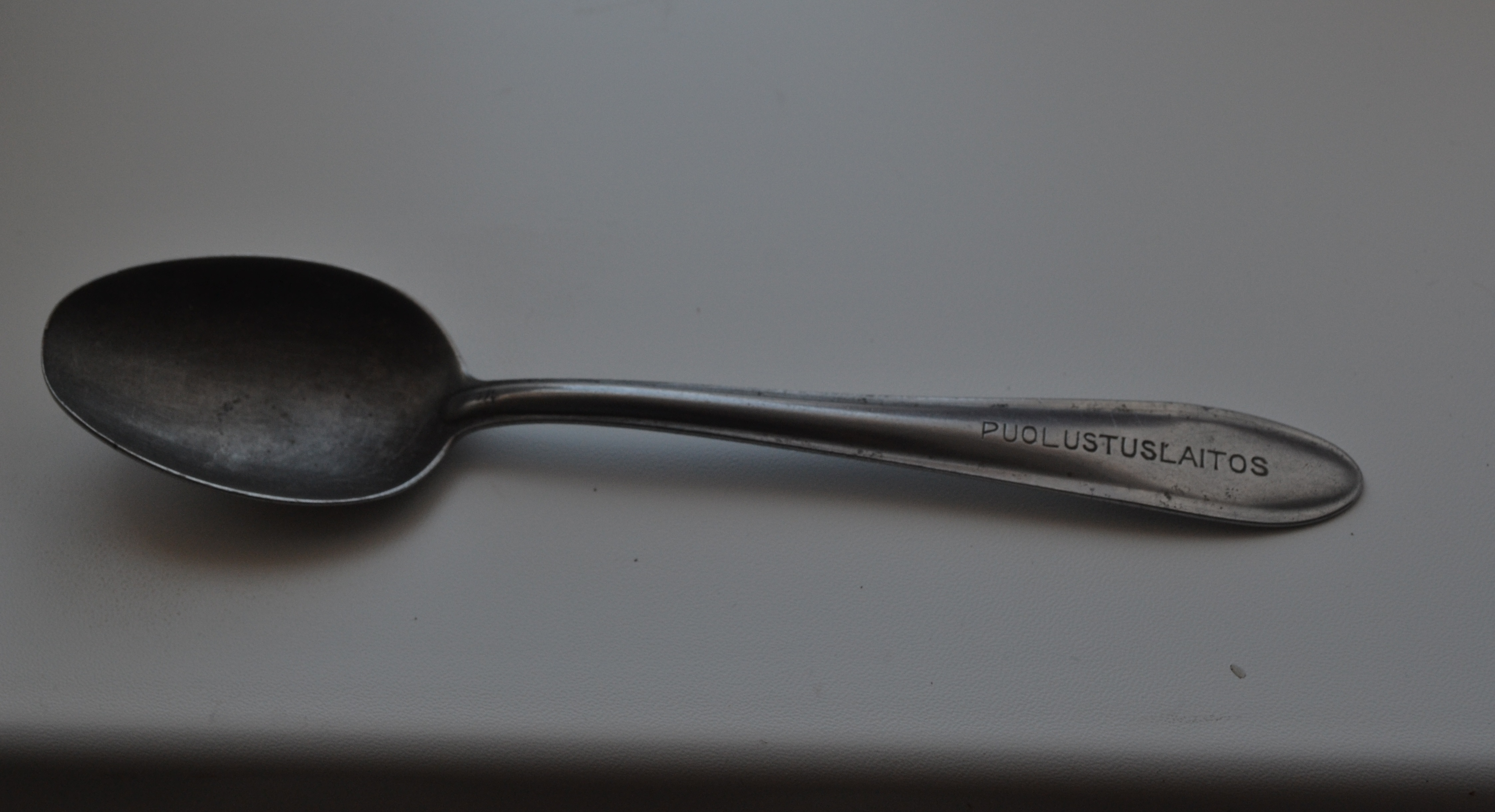
Ложка фінського військового 2 світової війни зі шкільного музею
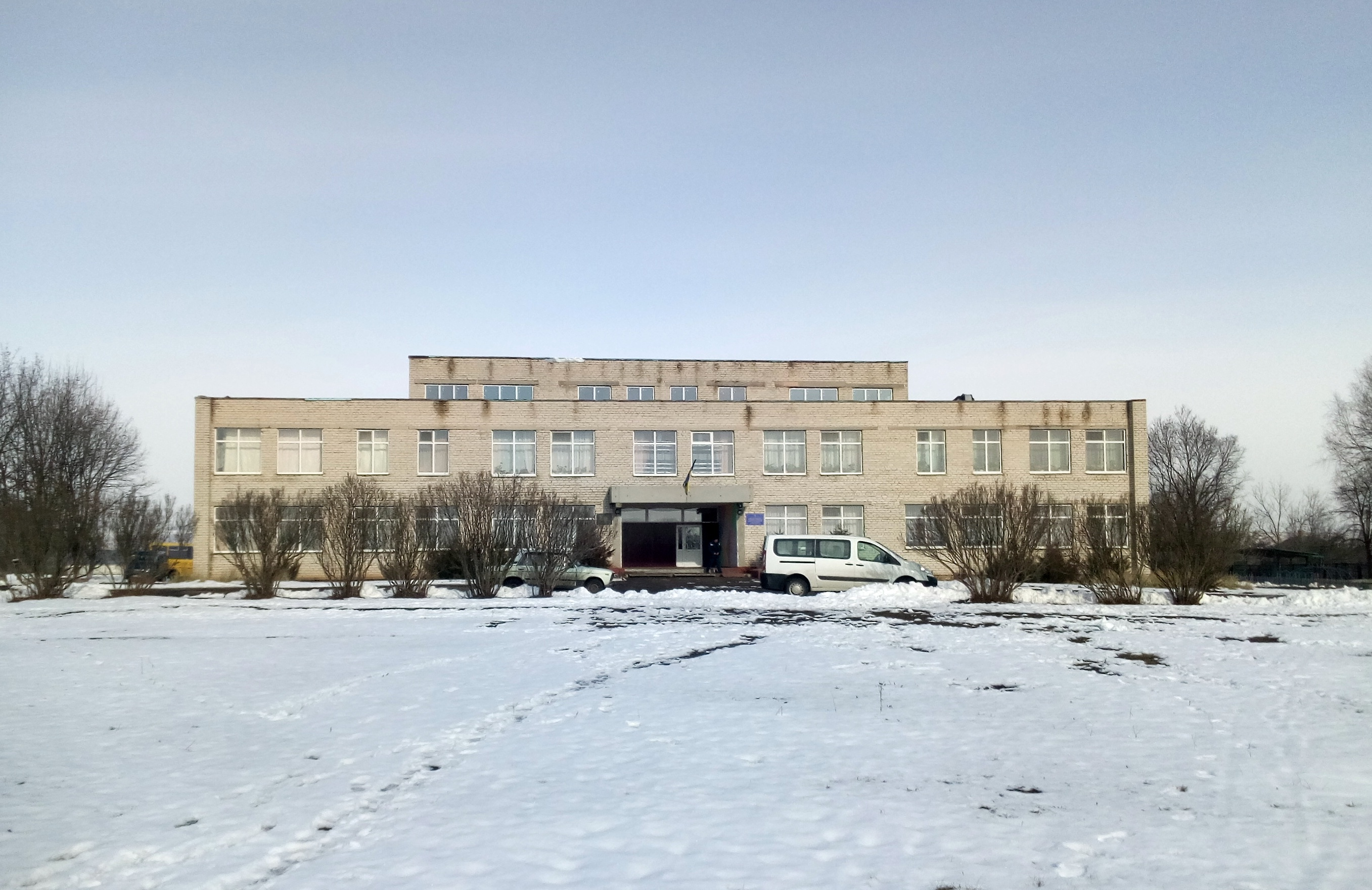
Загальноосвітній заклад
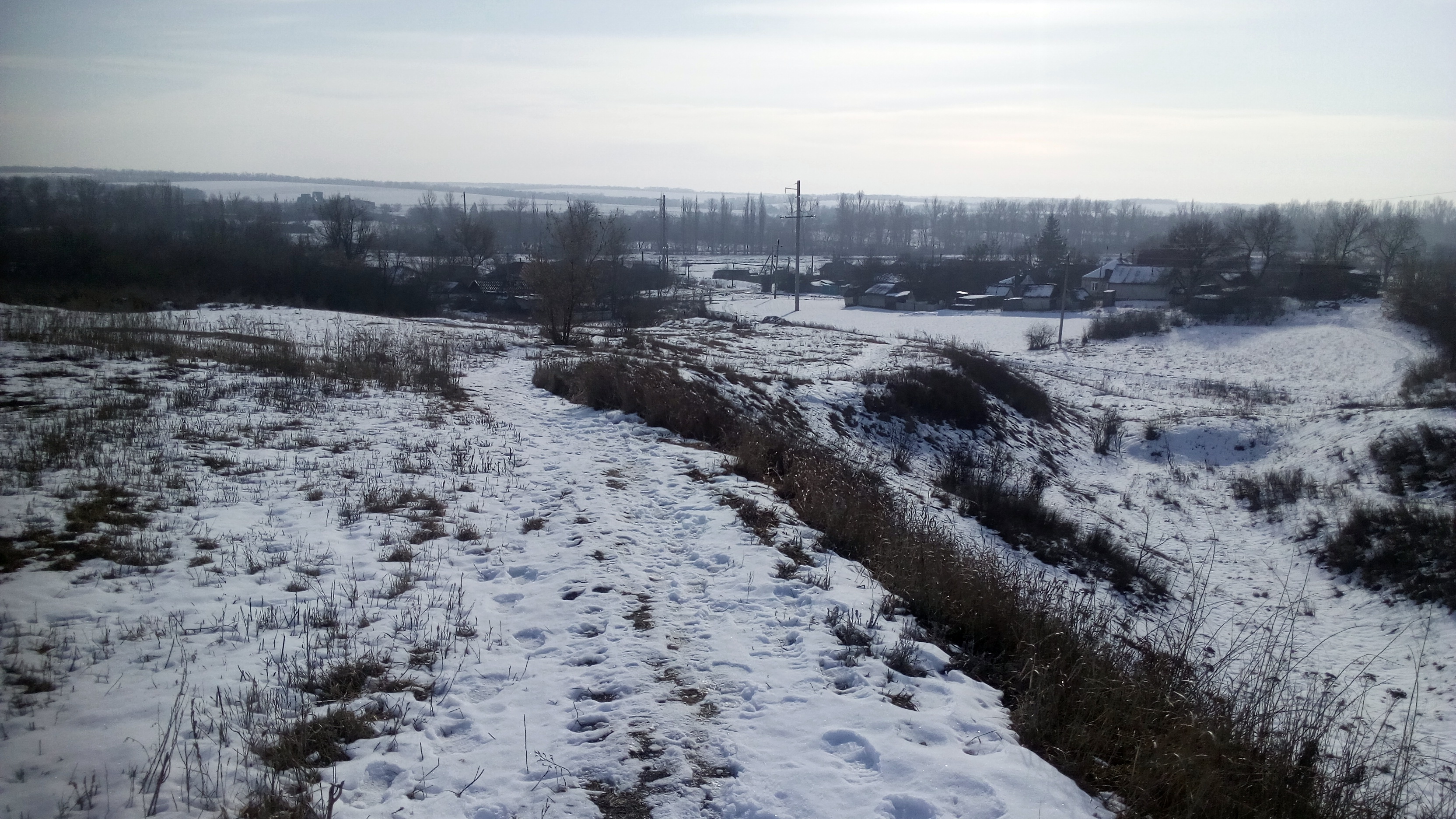
краєвид